# I giorni di Bryan
I giorni di Bryan (Run for Your Life) è una serie televisiva statunitense in 86 episodi trasmessi per la prima volta nel corso di 3 stagioni dal 1965 al 1968. È uno spin-off dell'episodio Rapture at Two-Forty della serie televisiva antologica The Crisis.

## Trama
Quando il suo medico gli dice che morirà in non meno di nove mesi e in non più di diciotto mesi, l'avvocato Paul Bryan - che fino ad allora si era solo occupato del suo lavoro - decide di fare una lunga vacanza e fare tutte le cose che non aveva mai avuto il tempo di realizzare.

## Personaggi e interpreti

### Personaggi principali
- Paul Bryan (86 episodi, 1965-1968), interpretato da Ben Gazzara.

### Personaggi secondari
- George Karpantos (6 episodi, 1965-1967), interpretato da Nicholas Colasanto.
- reporter (6 episodi, 1965-1966), interpretato da Jack Krupnick.
- Mike Allen (5 episodi, 1965-1968), interpretato da Stephen McNally.
- Ramon De Vega (5 episodi, 1965-1967), interpretato da Fernando Lamas.
- Molly Pierce (5 episodi, 1966-1968), interpretata da Anne Helm.
- Esteban (4 episodi, 1965-1967), interpretato da Don Diamond.
- David Navan (4 episodi, 1965-1968), interpretato da Eric Braeden.
- Dave Corbett (3 episodi, 1966-1967), interpretato da Ossie Davis.
- Marta (3 episodi, 1966-1967), interpretata da Marianna Hill.
- Kate Pierce (3 episodi, 1965-1966), interpretata da Carol Lawrence.
- Pete Gaffney (3 episodi, 1965-1966), interpretato da Jeremy Slate.
- Alex Ryder (3 episodi, 1966-1967), interpretato da Bruce Dern.
- Daniel Fulton (3 episodi, 1965-1967), interpretato da Len Wayland.
- Ahmed (3 episodi, 1966-1967), interpretato da Jean Durand.
- sceriffo Morgan (3 episodi, 1965-1967), interpretato da Gregg Palmer.
- Estella (3 episodi, 1966-1967), interpretata da Ines Pedroza.
- Assistente in ambasciata (3 episodi, 1967), interpretato da Arch Whiting.
- Lisa Sorrow (3 episodi, 1965-1968), interpretata da Ina Balin.
- Harry Krissel (3 episodi, 1966-1967), interpretato da Jack Albertson.
- Hal Andre (3 episodi, 1966-1967), interpretato da Charles Aidman.
- Ralph Phillips (3 episodi, 1965-1968), interpretato da Walter Brooke.

## Guest star
Jack Albertson, Chris Alcaide, Tige Andrews, Eve Arden, Edward Asner, Ernest Borgnine, Rossano Brazzi, Joseph Campanella, Macdonald Carey, Michael Cole, Dabney Coleman, Kelly Corcoran, Kim Darby, Ossie Davis, Bobby Darin, Bruce Dern, Michael Dunn, Anthony Eisley, Ron Foster, Bert Freed, Peter Graves, Harry Guardino, Pat Harrington, Jr., Julie Harris, Arthur Hill, Diana Hyland, Jack Kelly, Carol Lawrence, Peter Lawford, Cloris Leachman, Robert Loggia, Carol Lynley, Jocelyn Lane, Kent McCord, Roddy McDowall, Gavin MacLeod, Sal Mineo, Mary Ann Mobley, Rita Moreno, Edward Mulhare, Leslie Nielsen, Sheree North, Jack Palance, Gregg Palmer, Brock Peters, Suzanne Pleshette, Don Rickles, Sugar Ray Robinson, Katharine Ross, Gena Rowlands, Janice Rule, Telly Savalas, Jacqueline Scott, Henry Silva, Louise Sorel, Susan Strasberg, Barry Sullivan, Franchot Tone, Mel Tormé, Sam Wanamaker, Lesley Ann Warren, William Windom.

## Produzione
La serie, ideata da Roy Huggins, fu prodotta da Roncom Films e Universal TV e girata negli studios della Universal Pictures a Universal City in California.

### Registi
Tra i registi della serie sono accreditati:
- Richard Benedict (14 episodi, 1965-1967)
- Leslie H. Martinson (10 episodi, 1965-1966)
- Michael Ritchie (9 episodi, 1966-1967)
- Leo Penn (8 episodi, 1966-1967)
- Nicholas Colasanto (7 episodi, 1966-1967)
- Alexander Singer (6 episodi, 1966-1968)
- William Hale (4 episodi, 1965-1967)
- Stuart Rosenberg (4 episodi, 1966)
- Ben Gazzara (3 episodi, 1967-1968)
- Alf Kjellin (2 episodi, 1966-1967)
- Fernando Lamas (2 episodi, 1967)

## Distribuzione
La serie fu trasmessa negli Stati Uniti dal 1965 al 1968 sulla rete televisiva NBC. In Italia è stata trasmessa con il titolo I giorni di Bryan.
Alcune delle uscite internazionali sono state:
- negli Stati Uniti il 13 settembre 1965 (Run for Your Life)
- in Francia il 5 luglio 1969 (Match contre la vie)
- in Argentina, Spagna, Venezuela (Alma de acero)
- in Italia (I giorni di Bryan)
- in Canada (Sauve qui peut)
- in Finlandia (Tuomittu)
- in Germania Ovest (Wettlauf mit dem Tod)

## Doppiaggio
Nel prologo della sigla in Italia dove gli viene annunciato il male che presto lo porterà alla morte, Ben Gazzara è doppiato da Oreste Rizzini ed il medico da Renato Turi.

## Episodi
| Stagione         | Episodi | Prima TV USA |
| ---------------- | ------- | ------------ |
| Prima stagione   | 30      | 1965-1966    |
| Seconda stagione | 30      | 1966-1967    |
| Terza stagione   | 26      | 1967-1968    |